# Florian Stofer
Florian Stofer (Sursee, 25 de junio de 1981) es un deportista suizo que compitió en remo.
Ganó una medalla de plata en el Campeonato Europeo de Remo de 2009, en la prueba de doble scull. Participó en dos Juegos Olímpicos de Verano, entre los años 2004 y 2012, ocupando el octavo lugar en Atenas 2004, en la prueba de cuatro scull.

## Palmarés internacional
| Campeonato Europeo | Campeonato Europeo  | Campeonato Europeo | Campeonato Europeo |
| Año                | Lugar               | Medalla            | Prueba             |
| ------------------ | ------------------- | ------------------ | ------------------ |
| 2009               | Brest (Bielorrusia) | Medalla de plata   | Doble scull        |